# Menachem Jedid
Menachem Jedid (hebr.: מנחם ידיד, ang.: Menahem Yedid, ur. 15 stycznia 1918 w Aleppo, zm. 5 maja 2013) – izraelski działacz społeczny i polityk, w latach 1965–1977 poseł do Knesetu z list Gahalu i Likudu.

## Życiorys
Urodził się 15 stycznia 1918 w Aleppo, wówczas w Imperium Osmańskim (obecnie Syria), jako syn poważanego rabina Jomtowa, który zmarł kiedy Menachem Jedid był jeszcze dzieckiem.
Ukończył szkołę średnią i jesziwę. W 1935 wyemigrował do Palestyny, w tym samym roku został członkiem żydowskiego prawicowego ruchu młodzieżowego Betar. Następnie związał się z organizacją paramilitarną Hagana, by ostatecznie trafić do stosującego metody terrorystyczne Irgunu. Był dwukrotnie aresztowany przez władze brytyjskie – w 1939 i w 1946. W niepodległym Izraelu działał w prawicowych związkach zawodowych, opozycyjnych do lewicowego Histadrutu – był członkiem sekretariatu i komitetu wykonawczego. Od założenia przez Menachema Begina w 1948 był członkiem Herutu, w latach 60. XX w. był założycielem i przewodniczącym koła partii w dzielnicy Hatikwa w Tel Awiwie. Działał także w środowisku emigrantów z Syrii – był sekretarzem organizacji syryjskich Żydów. W latach 1950–1965 pracował dla telawiwskiej rady miejskiej. Na początku lat sześćdziesiątych pracował także nad powołaniem i otwarciem liceum niedaleko Riszon le-Cijjon we współpracy z syryjsko-żydowskim filantropem z Los Angeles.
W wyborach parlamentarnych w 1965 po raz pierwszy dostał się do izraelskiego parlamentu z listy Gahalu czyli koalicji Heurutu i Partii Liberalnej. W szóstym Knesecie zasiadał w komisjach spraw wewnętrznych; spraw publicznych; pracy oraz edukacji i kultury. W 1969 uzyskał reelekcję. W Knesecie siódmej kadencji zasiadał w tych samych komisjach co uprzednio. Po raz trzeci został wybrany posłem w wyborach w 1973 już z listy skupiającego całą świecką prawicę Likudu. W ósmym Knesecie zasiadał w komisjach budownictwa; kontroli państwa; służby publicznej oraz zatwierdzania sędziów rabinackich. W 1977 nie uzyskał reelekcji. Już jako poseł prowadził kampanię w imieniu i na rzecz syryjskich Żydów, której efektem było między innymi otwarcie centrum kulturalnego tej społeczności, a także założenie jesziwy imienia Jomtowa Jedida.
W 2001 opublikował swoje wspomnienia pod tytułem Jedid Nefesz. W wyborach w 2006 jeszcze raz symbolicznie kandydował do Knesetu z listy Likudu – jego start miał przynieść tylko dodatkowe głosy dla partii – startował z miejsca 112, a więc nie dającego mandatu
Zmarł 5 maja 2013 w wieku 95 lat.